# Live in Australia with the Melbourne Symphony Orchestra
Live in Australia with the Melbourne Symphony Orchestra è un album live, pubblicato nel giugno del 1987 dall'artista britannico Elton John.

## Descrizione
Il concerto dal quale venne poi ricavato il doppio LP si svolse al Sydney Entertainment Centre (Australia) il 14 dicembre 1986; era l'ultimo di una lunga serie di concerti eseguiti in territorio australiano negli ultimi due mesi del 1986 (Tour de Force) e si presenta come una delle esibizioni dal vivo più imponenti e maestose dell'intera carriera di Elton (il successo del quale aveva toccato in Australia proporzioni rasentanti l'isteria). Gli spettacoli erano divisi in due parti distinte: durante la prima, la rockstar indossava vestiti bizzarri (oltre a parrucche Mohawk e simili a quelle di Tina Turner) ed era accompagnata da un'orchestra di tredici musicisti. Nella seconda parte, invece, Elton era travestito da Wolfgang Amadeus Mozart (con tanto di parrucca incipriata) ed era accompagnato dalla Melbourne Symphony Orchestra, formata da 88 elementi (in alcuni brani era comunque ancora presente l'orchestra). Lo spettacolo del 14 dicembre ebbe un successo stratosferico e fu seguito in diretta da oltre 10 milioni di persone.
L'album contiene la maggior parte dei brani eseguiti durante la seconda parte del concerto (escluse Saturday Night's Alright for Fighting, Carla Etude, Cold as Christmas (in the Middle of the Year) e Slow Rivers), per la maggior parte vecchie glorie degli anni Settanta rispolverate per l'occasione. La voce di Elton è roca per via di una serie di noduli alle corde vocali, che verranno asportati il 5 gennaio 1987; in seguito all'operazione egli perderà il caratteristico falsetto esibito precedentemente in molte canzoni. Il disco mostra quindi per l'ultima volta il vecchio registro vocale di John.
Live in Australia, album apprezzatissimo dai fans, conseguì una #43 UK, una #24 USA e la quinta posizione in Australia. Le versioni live di Your Song, Take Me to the Pilot e Candle in the Wind furono pubblicate come singoli (quest'ultimo brano riporterà Elton ai piani alti delle singles charts); due brani non inclusi nell'LP (Daniel e il medley A Song for You/Blue Eyes/I Guess That's Why They Call It the Blues) vennero poi pubblicati nel singolo di A Word in Spanish (1989). Nel 1998, inoltre, è stata pubblicata la versione rimasterizzata dell'album in CD.
Il concerto è stato anche distribuito in VHS e laserdisc.

## Tracce
Tutti i brani sono stati composti da Elton John e Bernie Taupin.
1. Sixty Years On  – 5:41
2. I Need You to Turn To  – 3:14
3. The Greatest Discovery  – 4:09
4. Tonight  – 7:44
5. Sorry Seems to Be the Hardest Word  – 3:58
6. The King Must Die  – 5:21
7. Take Me to the Pilot  – 4:22
8. Tiny Dancer  – 6:36
9. Have Mercy on the Criminal – 5:50
10. Madman Across the Water  – 6:38
11. Candle in the Wind  – 4:10
12. Burn Down the Mission  – 5:49
13. Your Song  – 4:04
14. Don't Let the Sun Go Down on Me  – 6:03

## Il concerto per intero

### Prima parte: Elton con la band
1. Introduzione
2. One Horse Town
3. Rocket Man
4. The Bitch Is Back
5. Daniel
6. Medley: A Song For You/Blue Eyes/I Guess That's Why They Call It the Blues
7. Bennie and the Jets
8. Introduzione della band
9. Heartache All Over the World
10. Sad Songs (Say So Much)
11. This Town
12. I'm Still Standing

### Seconda parte: Elton con la Melbourne Symphony Orchestra
1. Sixty Years On
2. I Need You to Turn To
3. The Greatest Discovery
4. Tonight
5. Sorry Seems To Be The Hardest Word
6. The King Must Die
7. Cold as Christmas (in the Middle of the Year)
8. Take Me to the Pilot
9. Carla Etude
10. Tiny Dancer
11. Have Mercy on the Criminal
12. Ringraziamenti del "Tour De Force"
13. Slow Rivers
14. Madman Across the Water
15. Don't Let the Sun Go Down on Me
16. Candle In The Wind
17. Burn Down the Mission
18. Your Song
19. Saturday Night's Alright for Fighting

## VHS ufficiali

### VHS 1
1. Funeral for a Friend/One Horse Town
2. Rocket Man
3. The Bitch Is Back
4. Daniel
5. Medley: A Song for You/Blue Eyes/I Guess That's Why They Call It the Blues
6. Bennie and the Jets
7. Sad Songs (Say So Much)
8. I'm Still Standing

### VHS 2
1. Sixty Years On
2. I Need You to Turn To
3. Sorry Seems to Be the Hardest Word
4. Take Me to the Pilot
5. Don't Let the Sun Go Down on Me
6. Candle in the Wind
7. Burn Down the Mission
8. Your Song
9. Saturday Night's Alright for Fighting

## Formazione
- Elton John: voce, pianoforte
- Charlie Morgan: batteria
- David Paton: basso
- Davey Johnstone: chitarre
- Fred Mandel: tastiere
- Jody Linscott, Ray Cooper: percussioni
- Onward International Horns (Raul D'Oliveira, Paul Spong, David Bitelli e Rick Taylor): fiati
- Shirley Lewis, Alan Carvel, Gordon Neville: cori
- The Melbourne Symphony Orchestra of Australian Broadcasting Corporation